# Volby v Německu
Volby v Německu jsou svobodné. Volí se poslanci Spolkového sněmu, Evropského parlamentu, sněmů spolkových zemí a dalších územních korporací. Každých pět let probíhá nepřímá volba spolkového prezidenta. Do spolkového sněmu je voleno nominálně 598 poslanců na čtyřleté volební období, ale skutečný počet poslanců je v současnosti kvůli systému dorovnávání podstatně vyšší, totiž 705.

## Dominantní politické strany
- Křesťanskodemokratická unie

Volby do Spolkového sněmu ve Spolkové republice Německo od roku 1949

- Sociálnědemokratická strana Německa
- Alternativa pro Německo
- Svobodná demokratická strana
- Svaz 90/Zelení
- Die Linke